# Медицинское обозрение
«Медицинское обозрение» — научно-популярная телепрограмма, выходившая с 1994 года на МТК (1994—1997), «Московия» (впоследствии — «Третий канал») (1997—2001; 2003—2006), ТНТ (2001—2003), «ТВ-3» (2006—2007) и ДТВ (впоследствии — «Перец») (2008—2012). В ней рассказывалось об истории и последних новостях и достижениях в области медицины. Некоторыми источниками считается, что именно «Медицинское обозрение», а не «Здоровье» с Еленой Малышевой считается непосредственным преемником старой советской телепередачи «Здоровье».

## История
В 1994 году Юлия Белянчикова была приглашена ведущей телевизионной программы «Медицинское обозрение».  Продюсерами выступили Дмитрий Карпов и главный режиссёр проекта Кирилл Мозгалевский. Первый режиссёр программы (1994—2003) — Юрий Крикунов. Директор программы Елена Копылова.  До 2001 года эту программу имели возможность смотреть только жители Москвы, поскольку программа в первую очередь была адресована москвичам. В 2001 году программа стала выходить на ТНТ и её начали смотреть зрители из других регионов. Однако с 2003 года программа снова стала выходить на «Третьем канале».
В 2006 году программа «Медицинское обозрение» стала выходить на «ТВ-3», и аудитория программы ещё более увеличилась. На «Третьем канале» «Медицинское обозрение» заменили другими программами Юлии Белянчиковой — «Здоровье с Юлией Белянчиковой», «Город. Здоровье» и «Здоровое утро».
С 2008 по 2012 год программа выходила на ДТВ (впоследствии изменившем своё название на «Перец») по выходным в 8:20.
После смерти телеведущей Юлии Белянчиковой трансляцию программы на некоторое время приостановили. Последний выпуск программы с Юлией Белянчиковой в качестве ведущей вышел в эфир 11 июня 2011 года. С октября 2011 по декабрь 2012 года программу вёл Сергей Шевяков. Окончательно программу закрыли в 2012 году, последний выпуск прошёл 22 декабря 2012 года.